# Манго (рід)
Манго, або Мангіфера, — рід тропічних рослин родини сумахових.
Слово «манго» використовують також для найменування фрукта з солодким смаком та волокнистою структурою зі шкіркою в червоних, жовтих та зелених тонах і з жовтого або оранжевого кольору м'якоттю (докладніше див. Манго (фрукт)). Ці фрукти отримують здебільшого від культивації у світі одного з видів цього роду — мангове дерево або мангіфера індійська (Mangifera indica). Ця рослина — один з національних символів у Індії та Пакистані.
Деякі види манго культивують як кімнатні рослини.

## Поширення

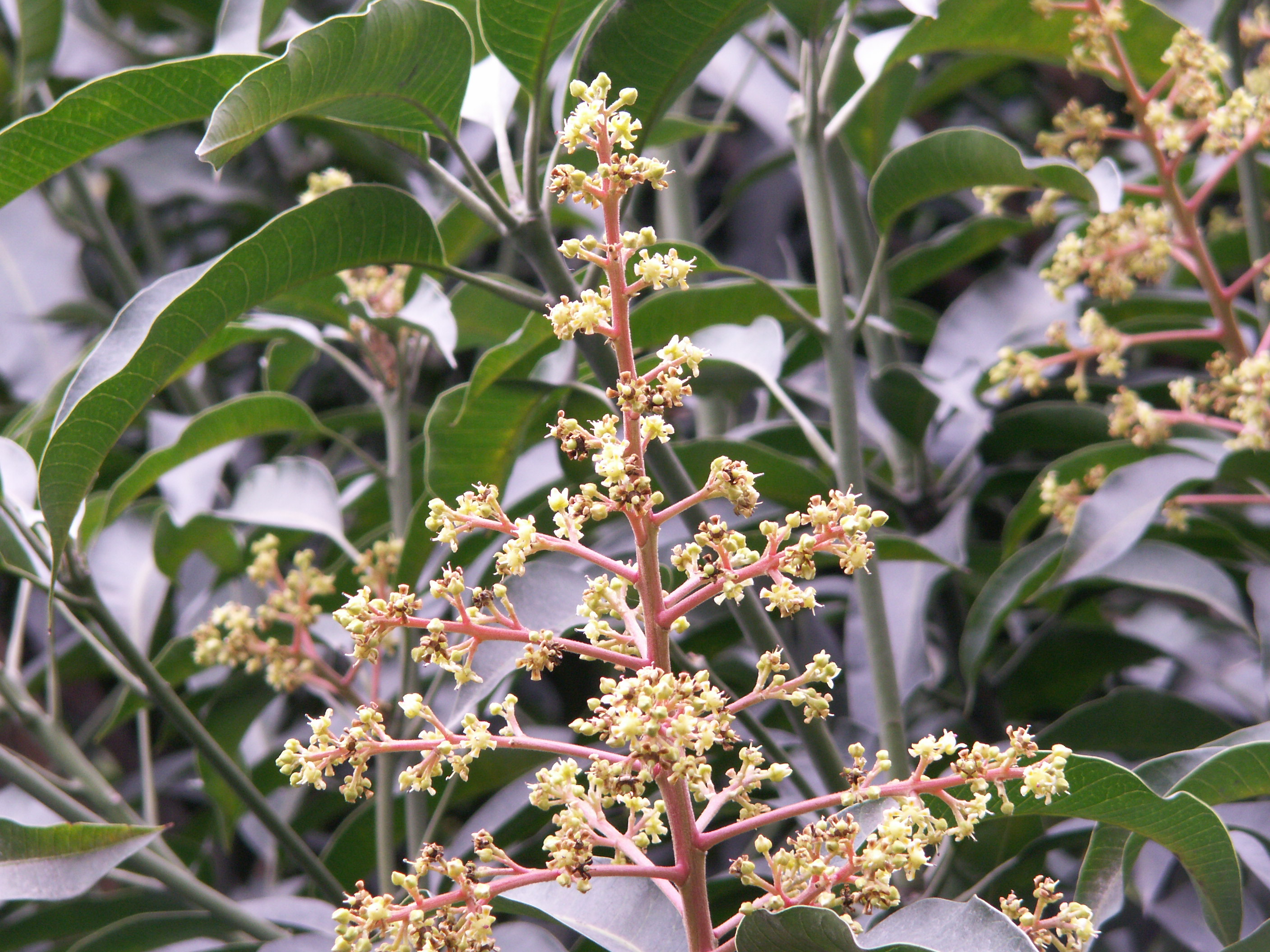
Суцвіття манго

Спочатку рослина росла на прикордонній території індійського штату Ассам та держави М'янма у вологих тропічних лісах, але нині вирощується у багатьох країнах: у США, Кубі, Мексиці, Китаї, у країнах Південної та Центральної Америки, на Карибських островах, у тропічному поясі Африки (наприклад, у Кенії і у Кот-д'Івуарі), у багатьох азійських країнах (Таїланд, Філіппіни, В'єтнам), а також в Австралії.
Індія збирає близько 9,5 мільйонів тонн плодів манго і є головним виробником (один з найвідоміших сортів — Mangifera indica ‘Alphonso’). У Європі манго культивується головним чином у Іспанії на Канарських островах.

## Мангове дерево

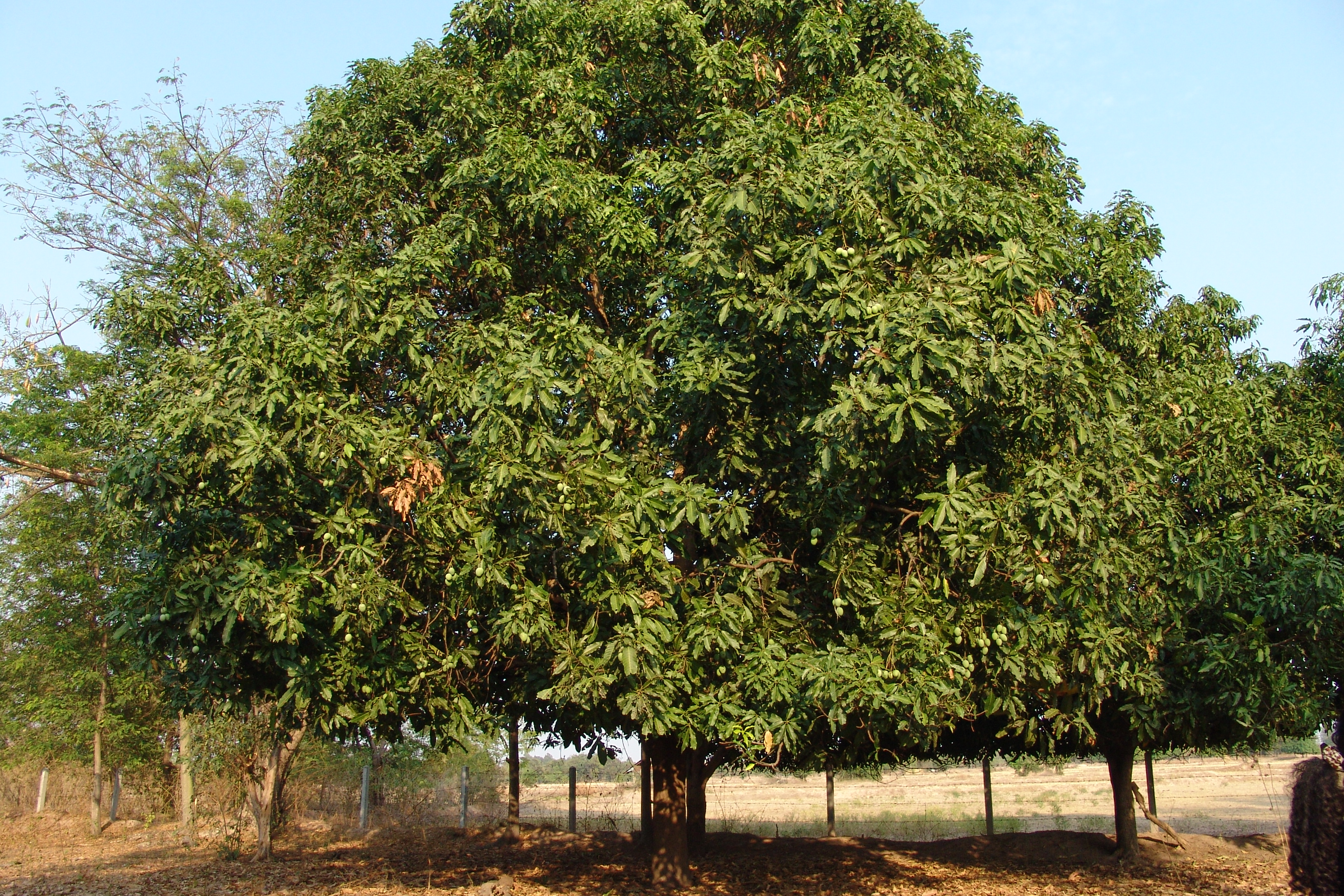
Старе мангове дерево у Таїланді

Вічнозелене мангове дерево має висоту 10 — 45 м; крона дерева сягає радіусу 10 м. Нове листя виростає жовтувато-рожевого кольору, проте швидко стає темно-зеленими. Невеликі (кольори від білого до рожевого) квіти після їх розкриття мають аромат, схожий на аромат лілій. Після в'янення квіток до дозрівання плодів манго зазвичай проходять 3 — 6 місяців.
Зрілі фрукти висять на довгих стеблах та важать до 2 кг. Шкірка манго тонка, гладка, зеленого, жовтого або червоного кольору в залежності від ступеня зрілості (часто зустрічається комбінація всіх трьох кольорів). Велика плоска та тверда кісточка оточена м'якоттю, яка може бути м'якою або волокнистою залежно від зрілості плода.

## Застосування

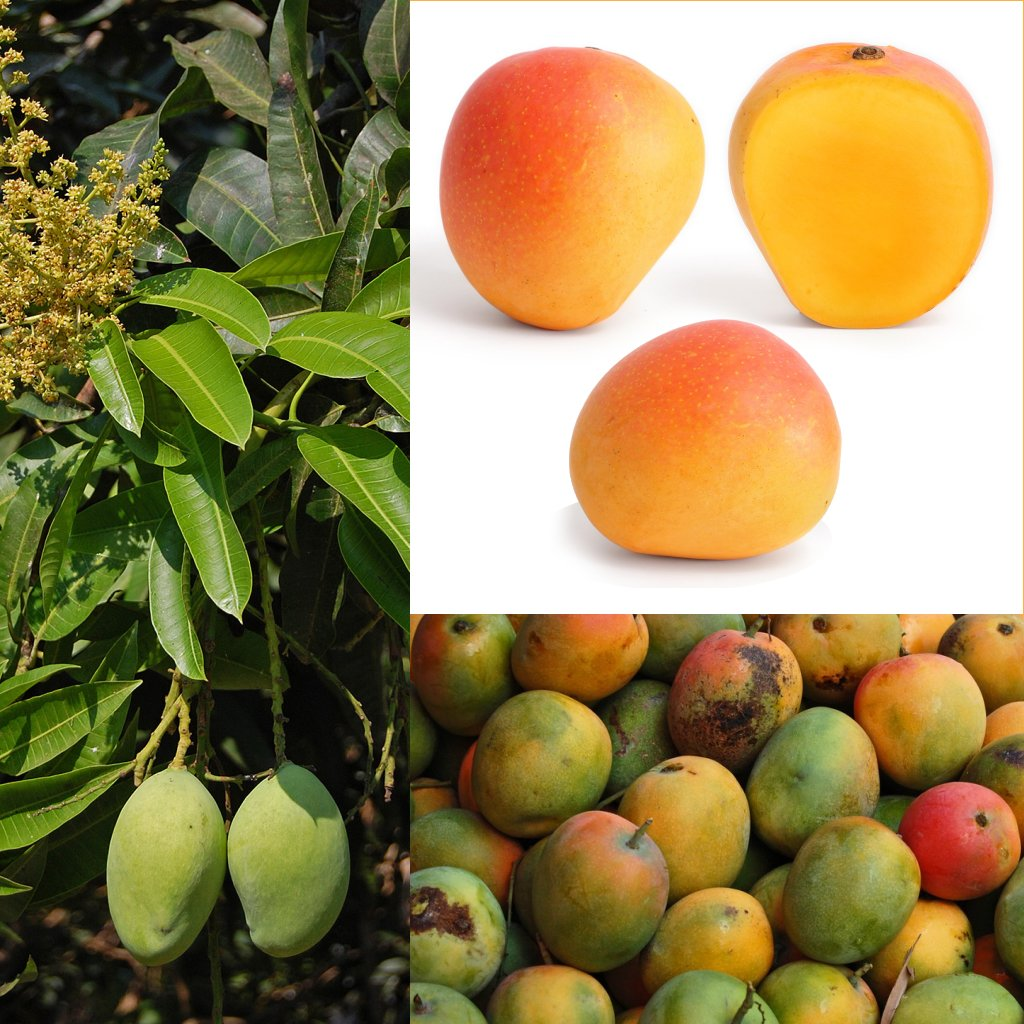
Плоди манго

Плоди манго часто використовуються у домашній медицині в Індії та інших азійських країнах. Наприклад, в Індії манго застосовують для зупинки кровотеч, для зміцнення серцевого м'яза і для найкращої роботи мозку.

### Незрілі плоди
Зелені недозрілі плоди містять у собі у великих кількостях крохмаль, який у міру дозрівання перетворюється на прості вуглеводи: сахарозу, глюкозу та мальтозу. крім того, незріле манго — цінне джерело пектину, однак після утворення у плоді твердої кісточки його кількість істотно зменшується. Завдяки вмісту у ньому лимонної, щавлевої, яблучної та бурштинової кислот незрілий плід дуже кислий на смак. Також зелене манго багате вітаміном С (у 15 мг міститься стільки ж вітаміну С, скільки у 30 мг лайма), є в ньому й інші вітаміни: B1, B2, ніацин.

### Зрілі плоди

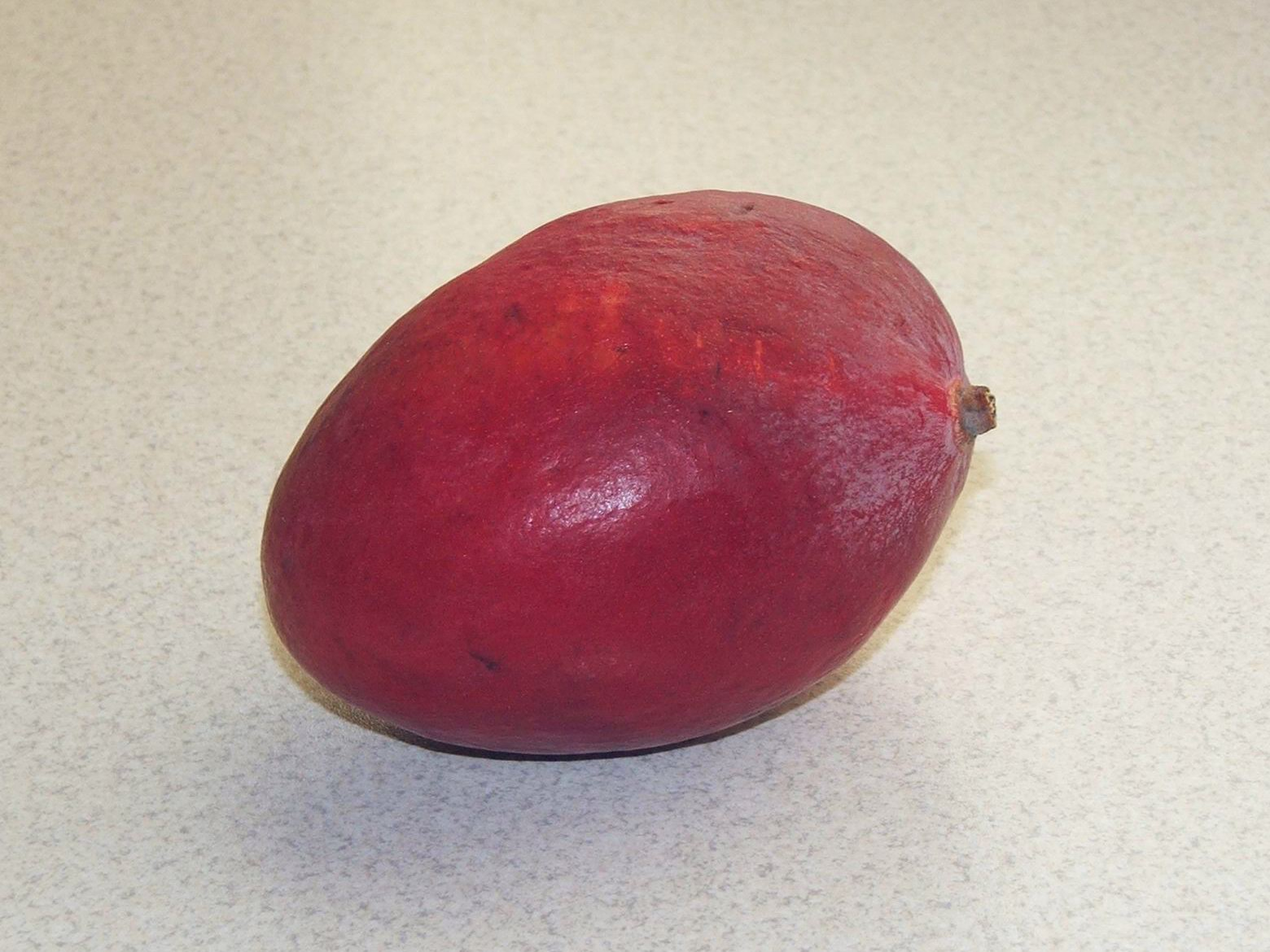
Зрілий плід манго

Зрілий фрукт на смак дуже солодкий і має приємний солодкуватий аромат. У ньому багато вітамінів та цукрів, але мало кислот.
Вітамін А, що міститься в зрілому фрукті у великих кількостях, добре впливає на органи зору: допомагає при «курячій сліпоті», сухості рогівки та інших очних захворюваннях. Крім того, регулярне вживання стиглих плодів у їжу сприяє поліпшенню імунітету та оберігає від інфекцій простудного характеру, таких як ГРВІ, риніт та інші.
Зрілі плоди також використовуються для зниження ваги, оскільки плоди містять у собі багато вітамінів та вуглеводів — так звана манго-молочна дієта.

### Можливі негативні наслідки
При вживанні понад два незрілих плоди на день можлива поява кольок, роздратування слизової шлунково-кишкового тракту та горла. Переїдання стиглих фруктів може призвести до розладу кишки, запорів, алергічних реакцій.